# Josep Gabaldà i Bel
Josep Gabaldà i Bel (Vinaròs, 3 d'octubre de 1818 - Madrid, 1870) va ser un músic valencià, director de bandes militars i Músic Major (director) de la Banda de Música de la Guàrdia Real de Madrid. Destacà també per la seva labor de difusió i publicació de partitures musicals.

## Biografia
Va estudiar a Tortosa amb l'ensenyament de Joan Antoni Nin. Posteriorment va ocupar una plaça com a organista de la Parròquia de Sant Blai de la mateixa ciutat. Completà la seva formació a Barcelona amb A. Nogués. Arran de la guerra es traslladà a Morella, al servei del general carlista Cabrera, pel qual va organitzar una banda militar. El 1843 passà al regiment de Galícia i a finals de la dècada fou nomenat director del Colegio MIlitar de Toledo.
Va ser durant la Primera Guerra Carlina quan va començar el seu treball com a director de bandes militars, fet que el va portar a ser empresonat. Finalment fou indultat i, gràcies als seus mèrits musicals, va ser nomenat Músic Major de la Banda de Música de la Guàrdia Real. Va traspassar a Madrid l'any 1870

## Obra escrita
Fou un important difusor de la seva pròpia música però, també, fou important la seva labor com a publicador de texts i partitures.
L'any 1856 va fundar una revista de música militar anomenada «El Eco de Marte», amb la qual va poder publicar nombrosa música per a bandes militars, marxes fúnebres, marxes triomfals i música per a banda. Totes aquestes publicacions li van donar un gran prestigi i la seva música va poder arribar arreu de l'Estat Espanyol.

## Obra musical
Són nombroses les obres que es conserven d'aquest autor, a la Biblioteca Nacional d'Espanya. També s'ha conservat una còpia de la marxa «El llanto» al fons musical TagF (Fons Ramon Florensa de l'Arxiu Comarcal de l'Urgell).
Les seves obres conservades són:
| Obra (any)                          | Gènere          | Font                                                    |
| ----------------------------------- | --------------- | ------------------------------------------------------- |
| El grito de la Patria (1860)        | Himne nacional  | Biblioteca Nacional d'Espanya                           |
| La guirnalda (1863)                 | Marxa fúnebre   | Biblioteca Nacional d'Espanya                           |
| La azucena (1863)                   | Marxa fúnebre   | Biblioteca Nacional d'Espanya                           |
| Virginia (1863)                     | Dansa americana | Biblioteca Nacional d'Espanya                           |
| El llanto (1867)                    | Marxa fúnebre   | Arxiu Comarcal d'Urgell - Biblioteca Nacional d'Espanya |
| Soledad (1867)                      | Marxa fúnebre   | Biblioteca Nacional d'Espanya                           |
| Marxa funebre a l'òpera Ione (1867) | Marxa fúnebre   | Biblioteca Nacional d'Espanya                           |
| Minerva (1867)                      | Marxa triomfal  | Biblioteca Nacional d'Espanya                           |
| Marcha de honor al Santísimo (1868) |                 | Biblioteca Nacional d'Espanya                           |
| El panteón (1868)                   | Marxa fúnebre   | Biblioteca Nacional d'Espanya                           |